# Sambhar
Sambhar (o Sambhar Lake) è una suddivisione dell'India, classificata come municipality, di 22.293 abitanti, situata nel distretto di Jaipur, nello stato federato del Rajasthan. In base al numero di abitanti la città rientra nella classe III (da 20.000 a 49.999 persone).

## Geografia fisica
La città è situata a 26° 55' 0 N e 75° 12' 0 E e ha un'altitudine di 366 m s.l.m..

## Società

### Evoluzione demografica
Al censimento del 2001 la popolazione di Sambhar assommava a 22.293 persone, delle quali 11.602 maschi e 10.691 femmine. I bambini di età inferiore o uguale ai sei anni assommavano a 3.373, dei quali 1.762 maschi e 1.611 femmine. Infine, coloro che erano in grado di saper almeno leggere e scrivere erano 14.267, dei quali 8.634 maschi e 5.633 femmine.